# Annaburg
Annaburg är en tysk stad i distriktet (Landkreis) Wittenberg i förbundslandet Sachsen-Anhalt. Den ligger vid kanten av ett större skogsområde (Annaburger Heide) mellan floderna Elbe och Schwarzer Elster. De tidigare kommunerna Axien, Bethau, Groß Naundorf, Labrun, Lebien, Plossig och Prettin uppgick i Annaburg den 1 januari 2011.

## Historia
Orten var före 1573 känd som Lochau. Redan under 1200-talet hade fursteätten Askanien byggd ett jaktslott. Under början av 1500-talet utökades anläggningen i uppdrag av Fredrik III av Sachsen. Den nästa ombyggnaden av slottet skedde 1572 – 1575 för August I av Sachsen och hans hustru Anna av Danmark. Efter henne är slottet och staden numera uppkallad. Sedan 1762 finns stora militäriska skolor i staden. Under andra världskriget var flera krigsfångar från Indien arresterade i Annaburg.

## Sevärdheter
- Annaburgs slott
- Amtshaus, tidigare administrativ byggnad, idag museum
- Stadens evangeliska kyrka
- Porslinmuseum

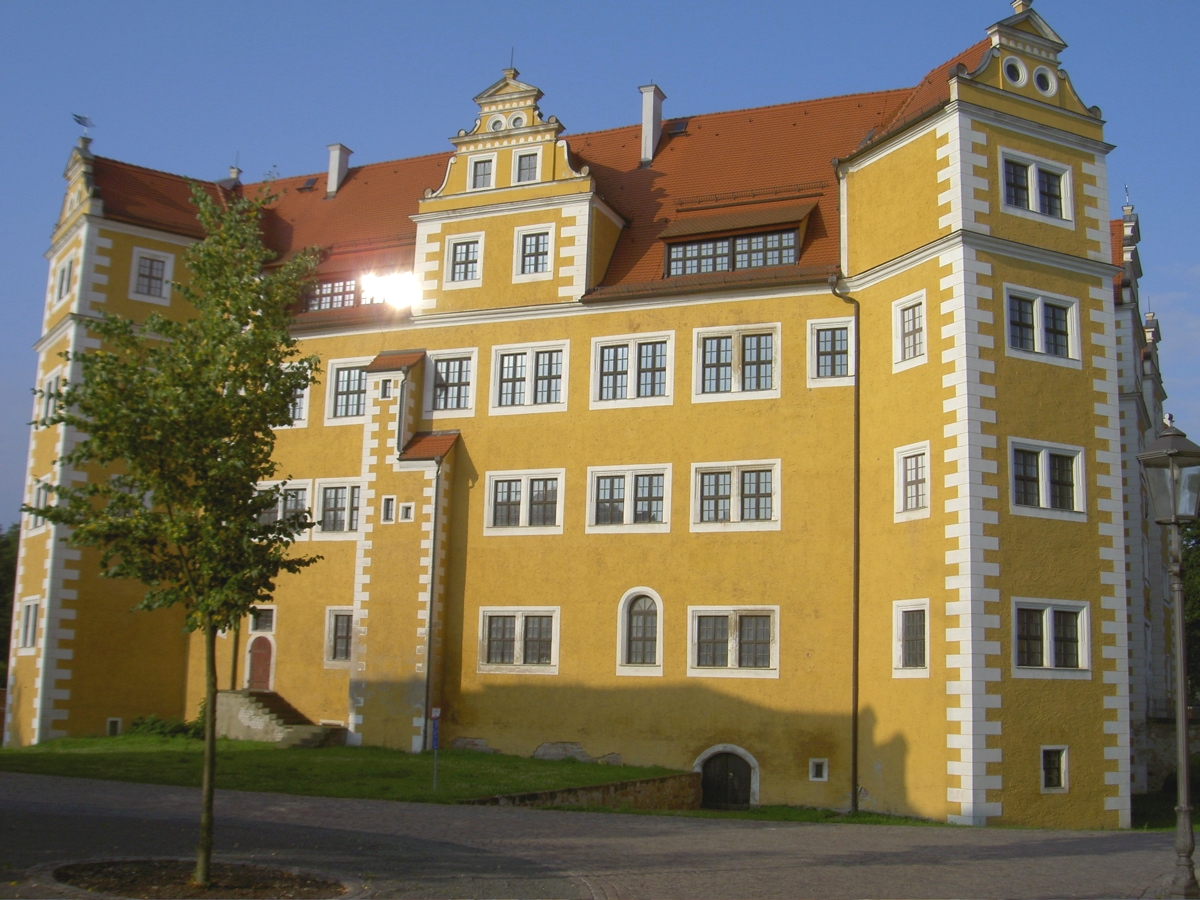
Annaburgs slott, baksida
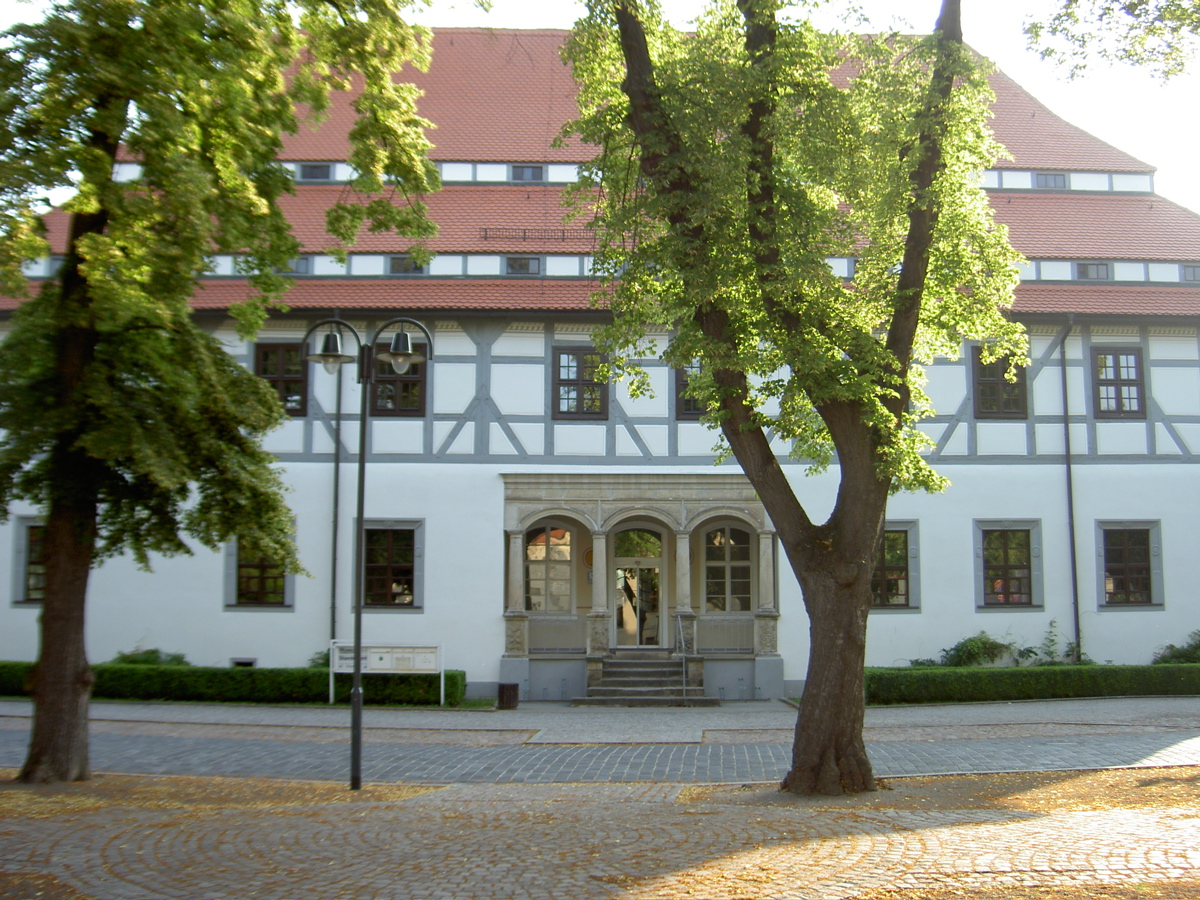
Amtshaus
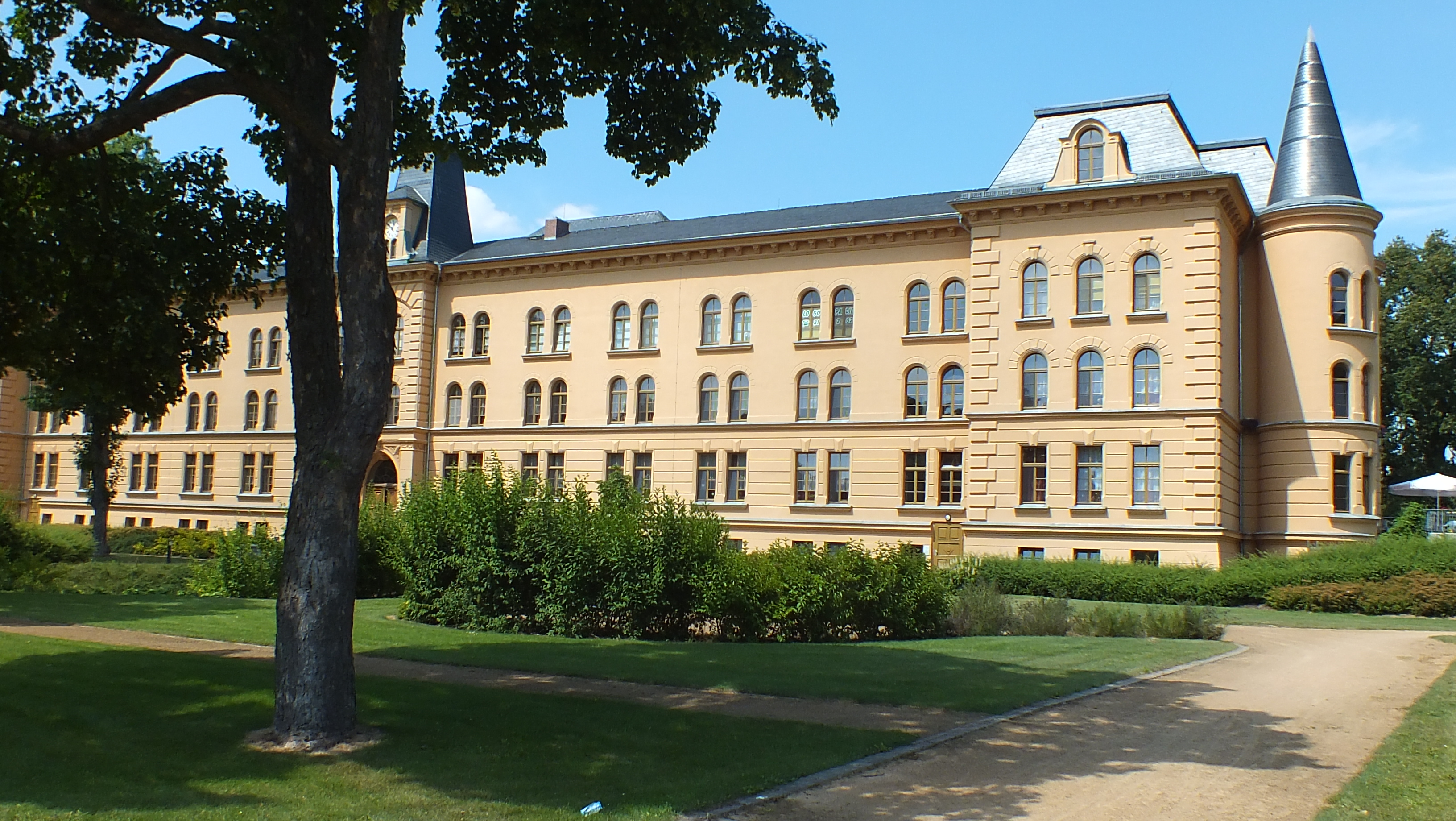
Militärskola
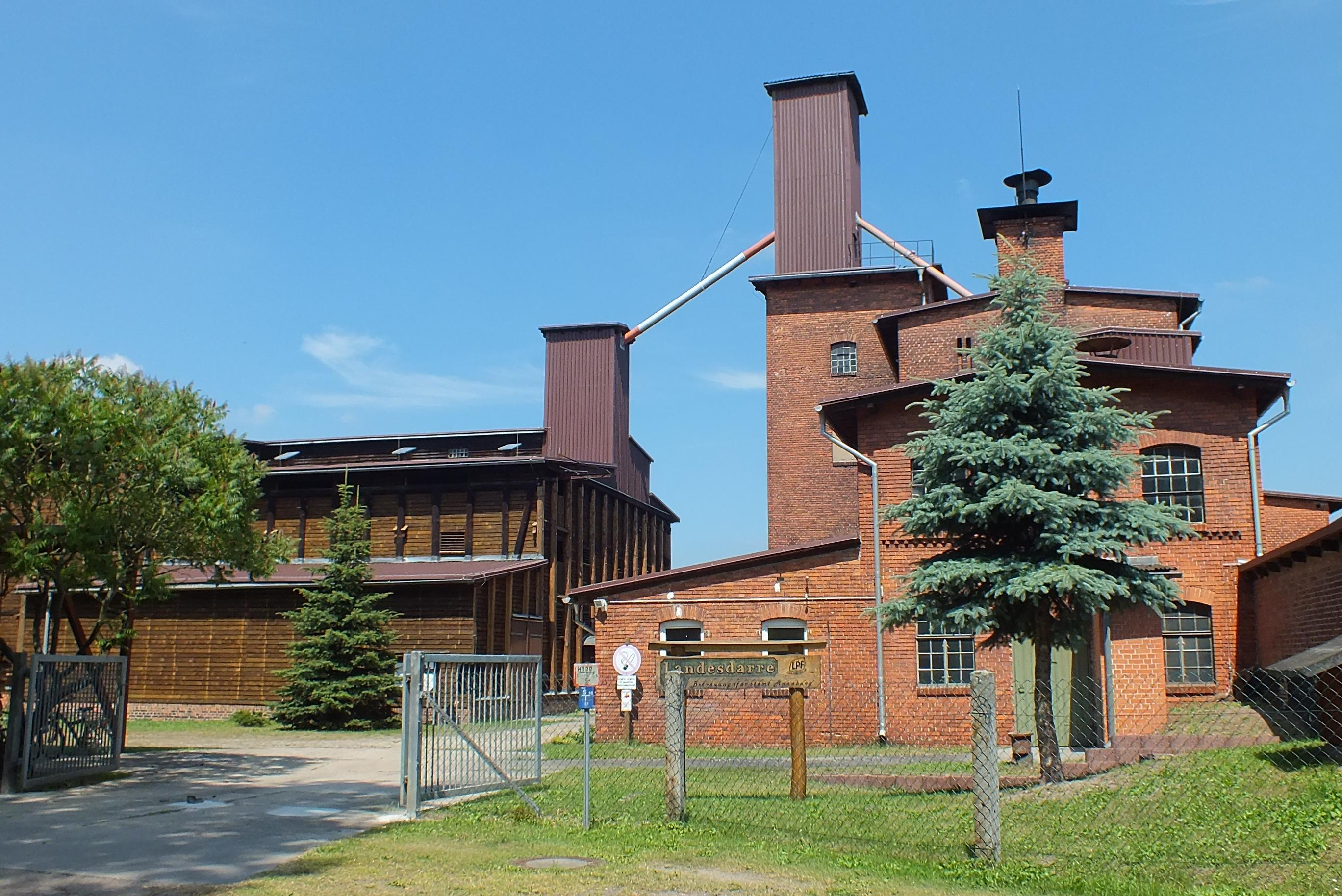
Förvaringsbyggnad för frön från tallträd